# Classe Sa'ar 6
A Classe Sa'ar 6 de corvetas é uma série de quatro corvetas encomendas pela Marinha de Israel e fabricadas pela Alemanha.
A Sa'ar 6 é levemente baseada nas corvetas alemãs da Classe Braunschweig, mas com modificações que permitem a embarcação acomodar sensores e mísseis produzidos por Israel.

Quando forem comissionadas, a principal função da classe será proteger as plataformas de gás natural israelenses no mar Mediterrâneo contra possíveis ataques com foguetes.